# Wエース
Ｗエース（ダブルエース）は、かつて存在した東京漫才のコンビ。昭和40年代末から平成にかけて活動していた。

## 略歴
1965年、初代となるWエース結成。当時のメンバーは望谷けんじと九々八十一。この初代が解散後の1967年、後に丘エースとなる青空国松とコンビ結成、この時のコンビ名は「青空七松・国松」（望谷が「青空七松」と改名）、間も無くして二人とも丘エース、谷エースと改名、コンビ名も2代目となる「Wエース」となった。勝手に改名した為、丘の師匠のコロムビア・トップは漫才コンクール優勝まで破門扱いにしていた。
1972年にはNHK新人漫才コンクール優勝。漫才コンクール受賞時は「ぼやき電話」等のぼやきネタだったが、その後丘が蘊蓄を谷に喋るが、谷の方が質問するにつれ、丘の付け焼刃がばれる「逆転漫才」を得意とした。
1980年の真打ち昇進時に「幸せぼくろ／お前一人にするものか」の両方A面のレコードを発売した。
2003年11月12日に丘エースが60歳で、その約3か月後の2004年2月26日に谷エースが61歳で、相次いで胃がんで亡くなった。
2023年1月13日のNHKラジオ第一「ナイツ プレゼンツ 真打ち競演 名演集」で、過去に真打ち競演に出演した時の音源が流れた。

## メンバー
- 丘エース（おか - 、本名：坂本昭道、1943年5月5日 - 2003年11月12日）ボケ担当。福岡県北九州市出身。八字髭が特徴（しかし、『花王名人劇場』の映像では、剃ってあるのか髭がない）。
父親が日本水産の社員だったため子会社に就職。上京後新宿で流しをやっていた。コロムビア・トップがひいきにしていた関係で弟子になる。
青空水星・木星の木星としてデビュー。後に青空国松と改名、青空石松とコンビを組むが間も無く解散。この後、谷エースと出会い、Wエース結成に至る。胃がんで歩けなくなっても椅子に座り亡くなる1週間前まで舞台に上がった[1]。

- 谷エース（たに - 、本名：田村典文、1943年2月24日 - 2004年2月26日） ツッコミ担当。大阪府出身。
上京後住んだアパートに東京二がおり、京二にWけんじの付き人を頼まれた。
最初の芸名は「望谷けんじ」。ケーシー高峰の弟子の高峰てんじと1964年コンビを結成。この後、九々八十一との初代Wエース、青空七松・国松を経て2代目のWエースのメンバーとなる。2004年2月26日、胃がんで死去。61歳没[2]。
谷エースの息子が、2020年より台東区寿で「立ち飲み処 ひととなり」を経営している[3][4]。

## 弟子
- Wリンダ
- ねづっち
- ニックス
- 馬王